# Oberstdorf
Oberstdorf (in bavarese Obaschdoarf) è un comune situato nel Land della Baviera in Germania.
Oberstdorf si trova in un'ampia vallata nella parte più montuosa dell'Algovia, ed è situato tra gli 815 e i 2224 m s.l.m.. È il secondo più esteso comune della Baviera ed è la località più meridionale della Germania, presso il confine con l'Austria.
Il 75% del territorio comunale è area protetta.

## Storia
Verso la metà del XIX secolo Oberstdorf cominciò a diventare una frequentata località di villeggiatura. Nel 1865 ci fu un devastante incendio che distrusse gran parte del paese e che provocò un collasso della nascente attività turistica.
Nel 1888 la località venne raggiunta dalla ferrovia e l'attività turistica riprese slancio. La diffusione degli sport invernali trasformò la località in un'ambita stazione sciistica. Oberstdorf ha una capacità ricettiva di circa 20.000 persone.

### Simboli
Lo stemma civico è stato adottato nel 1836.
Il cavallo nell'atto di saltare è ripreso dallo stemma dei von Haimenhofen che acquisirono il luogo nel 1370. Allo stesso tempo, il cavallo fa riferimento all'allevamento di cavalli storicamente diffuso in Algovia.

## Sport
Oberstdorf è un'importante località per gli sport invernali. Vi ha sede un centro sportivo per il pattinaggio sul ghiaccio, dove vivono e si allenano stabilmente atleti del pattinaggio di figura provenienti da tutto il mondo, e che annualmente ospita l'International Adult Competition, organizzata dalla International Skating Union (ISU).
Oberstdorf è famosa anche per i suoi trampolini per il salto con gli sci. Dal 1952 sul trampolino Schattenberg si disputa ogni anno, il 29 dicembre, la prima tappa del prestigioso Torneo dei quattro trampolini, la più importante competizione della specialità dopo le Olimpiadi e la Coppa del Mondo. Sul trampolino Heini Klopfer, uno dei sei impianti esistenti al mondo per il volo con gli sci, vengono spesso disputati i Campionati mondiali di volo con gli sci.
Oberstdorf ha ospitato due edizioni dei Campionati mondiali di sci nordico, nel 1987 e nel 2005, e ospiterà quelli del 2021, e varie tappe della Coppa del Mondo di combinata nordica, della Coppa del Mondo di salto con gli sci e della Coppa del Mondo di sci di fondo.